# Enosis

Bandera de Grecia, adoptada por el panhelenismo en Chipre.

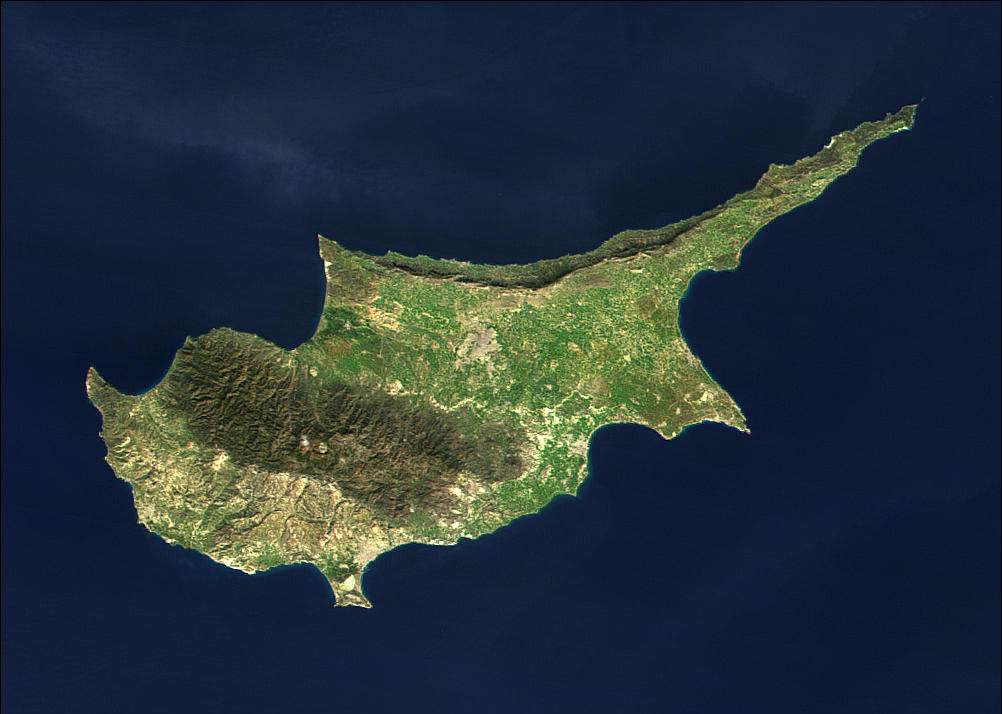
Vista de la isla de Chipre desde el espacio.

El término enosis (en griego, Ένωσις, AFI: [ˈenosis], "unión") se refiere al movimiento grecochipriota (enmarcado con el panhelenismo) que busca la unión de la isla con Grecia. 
Durante los últimos años del siglo XVIII y los primeros del siglo XIX, ante la difusión de las ideas del iluminismo y de la literatura griega, los pueblos griegos del Imperio otomano toman conciencia histórica e incrementan el orgullo por su pasado. Las luchas contra Napoleón difunden las ideas nacionalistas en Europa y, en este fervor, también participa Grecia. Nacen así las ideas independentistas del dominio turco. 
La Grecia independiente, mientras los turcos se encontraban en la guerra de Tripolitania contra los italianos, se alió en 1912 con Serbia, Montenegro y Bulgaria contra Turquía. Esto le permitió anexionarse varios territorios reclamados, entre ellos, Creta. Estos hechos son reconocidos como el inicio de la enosis y por la que se hizo famoso Eleutherios Venizelos.
Durante ese período de expansión, Chipre también pasa a estar dentro del sueño panhelenista, pero luego de la cesión de la isla al Reino Unido en 1878 y ante la evidencia de que no pasaría a manos griegas, nace la campaña por la enosis. Los principales instrumentos que promovieron esta política antes de la Primera Guerra Mundial fueron:
- Diplomáticos griegos en Chipre que buscaban exacerbar los ánimos nacionalistas a través de propaganda, eventos deportivos y reclutamiento de grecochipriotas en la guerra contra Turquía.

- Maestros griegos que durante su presencia en escuelas secundarias adoctrinaban a la juventud.

- Organizaciones nacionalistas griegas.

- La mayor parte de la prensa de Atenas.

- Apoyo del clero ortodoxo grecochipriota.

La lucha de los partidarios de la enosis no solo se concentró contra los británicos sino también contra la comunidad turca que residía en Chipre. Turquía, que hasta 1914 tenía la titularidad de la soberanía, recibía parte de los impuestos tomados a los chipriotas que tantas penurias les causaban. En mayo de 1912 hubo incidentes intercomunales en Limassol, que terminaron con cinco muertos y aproximadamente un centenar de heridos.
El fin de la guerra incrementa los deseos de unión ante una Grecia victoriosa y una Turquía derrotada y parcialmente ocupada. La retirada griega ante las fuerzas del nacionalista turco Atatürk y el posterior Tratado de Lausana crearon un statu quo en el Mediterráneo oriental y el reconocimiento de la soberanía británica en Chipre (que la había anexado en 1914).
A pesar de ello, el fervor unionista y los provocadores continuaron, alentadas por la prensa, y el fracaso británico de aumentar el bajo nivel de vida de los chipriotas. 
La restauración de las elecciones municipales en Chipre en 1943, el hecho que muchos de sus habitantes hayan luchado del lado aliado en la guerra, el triunfo laborista en Gran Bretaña y la entrega de varias islas italianas a Grecia reavivaron, poco después de la Segunda Guerra Mundial, el movimiento a favor de la enosis. Por ello, en 1948, los británicos propusieron reformas constitucionales que concederían el autogobierno a Chipre.
Mientras tanto, el AKEL, de ideales comunistas, proclamó su completo apoyo al movimiento por la enosis, atrayendo a muchos partidarios del mismo.
En 1948, el que luego sería Makarios III, empezó a organizar el apoyo para la unión a través de la Iglesia ortodoxa chipriota. En enero de 1950 los británicos rechazaron su petición para celebrar un plebiscito sobre la enosis. Con la elección de Makarios a la máxima jerarquía de su Iglesia, pronto se convertiría en el máximo exponente del movimiento. El jerarca eclesiástico realmente quiso obtener la independencia y apostó por un pragmatismo ideológico. En ocasiones colaboró con las fuerzas de extrema derecha, en otras con los movimientos de izquierda.
En 1954 se inició una guerra de guerrillas, promovida por un movimiento clandestino grecochipriota denominado Organización Nacional de Combatientes Chipriotas (EOKA). Dichas acciones conducirían a la independencia de la isla en 1960.
Con el fracaso de la Constitución de 1960, que creaba un estado bicomunal entre griegos y turcos, Makarios buscó alcanzar la enosis a través de normas legales. Para ello, encargó a Polikarpos Yorgadjis, Tássos Papadópoulos y Gláfkos Klirídis lo que se llamará el Plan Akritas por el cual se haría una reforma constitucional unilateral por parte de los griegos. 
Los nuevos incidentes intercomunales de 1967 y la reacción turca mostraron a Makarios que la enosis era un objetivo lejano. Sin embargo, la idea no murió. 
Será en pos de la unión que, en 1974, oficiales griegos y grecochipriotas liderarán un golpe de Estado contra el Gobierno de Makarios que conducirá a una intervención militar turca en la isla bajo la ideología Taksim antagonista de la Enosis. La Junta Militar que gobernaba Grecia veía la adquisición de Chipre como un coronamiento de su acción, que legitimaría su poder y le daría continuidad, pero finalmente, fracasó.